# 高田镇 (石城县)
高田镇，是中华人民共和国江西省赣州市石城县下辖的一个乡镇级行政单位。

## 行政区划
高田镇下辖以下地区：
高田社区、高田村、田心村、琴生村、湖坑村、祠江村、郑里村、遥岭村、胜江村、新坪村、岩岭村、上柏村、大秀村、朱家村、堂下村、奎竹村、礼地村和黄柏村。